# Curt Conway
Curt Conway (4 de mayo de 1915 – 10 de abril de 1974) fue un actor estadounidense. 
Nacido en Boston, Massachusetts, Conway empezó su carrera haciendo pequeños papeles en producciones cinematográficas de finales de la década de 1940. En este medio destacan sus actuaciones en los filmes Hud (1963) y Singapore (1947). Sin embargo, a partir de 1960 y hasta su fallecimiento, trabajó principalmente en la televisión.  
Estuvo casado en tres ocasiones, una de ellas con la actriz Kim Stanley, entre 1949 y 1956, con la que tuvo una hija.
Curt Conway falleció a causa de un infarto agudo de miocardio en 1974, en Los Ángeles, California. Tenía 59 años de edad. 